# Alfa Romeo RM
Alfa Romeo RM är en personbil, tillverkad av den italienska biltillverkaren Alfa Romeo mellan 1923 och 1926. 

## Alfa Romeo RM
Alfa Romeo RM var en fyrcylindrig version av den större, sexcylindriga RL-modellen och bilarna delade många komponenter. Bilen hade toppventilsmotor och fyrväxlad växellåda. Chassit hade stela hjulaxlar upphängda i bladfjädrar. Tidiga bilar hade bromsar endast på bakhjulen men snart efter introduktionen infördes fyrhjulsbromsar. Likt den större syskonmodellen erbjöds två versioner, RM Normale och RM Sport. Sportmodellen utmärktes av sin spetskylare. Den hade även motor med något större slagvolym, högre kompressionsförhållande och dubbla förgasare, allt för högre effektuttag. Från 1925 ersattes bägge modellerna av RM Unificata med längre hjulbas.

## Motor
| Modell    | Motor              | Cylindervolym | Effekt | Bränslesystem    |
| --------- | ------------------ | ------------- | ------ | ---------------- |
| Normale   | 4-cyl radmotor ohv | 1944 cm³      | 40 hk  | Enkel förgasare  |
| Sport     | 4-cyl radmotor ohv | 1996 cm³      | 44 hk  | Dubbla förgasare |
| Unificata | 4-cyl radmotor ohv | 1996 cm³      | 48 hk  | Enkel förgasare  |